# Кульпин, Олег Александрович
Оле́г Алекса́ндрович Кульпи́н (6 марта 1946, Родники, Родниковский район, Ивановская область, РСФСР, СССР — 30 апреля 2022, Лениногорск, Лениногорский район, Республика Татарстан, Российская Федерация) — советский и российский художник, живописец, мастер лаковой миниатюры. Народный художник Республики Татарстан (2013), Заслуженный деятель искусств Республики Татарстан (1996).
Из семьи участника Великой Отечественной войны. С детства рос среди русского декоративно-прикладного искусства, занимался рисованием, увлёкся лаковой миниатюрой. В 1966 году окончил художественную профессионально-техническую школу в посёлке Холуй, затем работал на местной фабрике лаковой миниатюры. После службы в армии окончил в 1969 году Костромской государственный педагогический институт имени Н. А. Некрасова и по распределению уехал в город Лениногорск (Татарская АССР). Работал педагогом рисования и живописи в Лениногорском педагогическом училище (1974—2008), был главным художником отдела архитектуры Лениногорского городского совета (1979–1980), начальником Лениногорского художественного производственного участка Татарского творческого производственного комбината (1980—1983, 1992—1996), художником оформительских работ на базе производственного обслуживания нефтегазодобывающего управления «Ямашнефть» (1996—2006), главным художником Лениногорска (2003—2005). Член Союза художников СССР (1985). В своём творчестве сочетал традиции холуйской лаковой миниатюры с наследием восточных миниатюристов, татарской национальной культурой, ряд работ посвятил поэту Г. Тукаю (панно «Сенной базар, или Новый Кисекбаш», 1984—1986). Активно работал в жанре предметно-бытового натюрморта (серия «Бабушкины хлопоты», 1990-е гг.), индустриального пейзажа (панно «Черное золото Татарстана», 2018), особенно критикой выделяется пейзажная галерея, посвящённая древнерусским городам, Лениногорску. Скончался в 2022 году в возрасте 76 лет.

## Биография
Олег Александрович Кульпин родился 6 марта 1946 года в городе Родники, что в Ивановской области. Отец — Александр Иванович (1910—1973), мать — Таисья Александровна (в дев. Макарова, 1911—1993). Дед по отцовской линии вместе с сыновьями и братьями занимался столярным ремеслом в деревне Репино Шуйского уезда, изготавливал сани, кареты, тарантасы, кошёвки на рессорах, но в 1934 году был раскулачен, и семья разъехалась кто-куда. Отец осел в Родниках, где вскоре женился, а затем был призван в армию и принял участие в Великой Отечественной войне, получил ранение во время битвы за Сталинград и был затем выхожен женой. В семье было ещё двое сыновей — Валентин (1944—1995, радиомастер) и Юрий (1946—1985, инженер-текстильщик), брат-близнец Олега.
С детства приобщался к русскому народному декоративно-прикладному искусству, помогал в семейном деле, делал ступицы и колёса, а также расписывал кошёвки. Также занимался в фото-, мото-, авиа-, радио- и судомодельных кружках во дворце пионеров, ходил в изостудию при рабочем клубе, в чём поощрялся родителями. После окончания седьмого класса средней школы в 1962 году поступил в художественную профессионально-техническую школу в посёлке Холуй, где учился у А. И. Семёнова (рисунок), У. А. Кукулиева (живопись), В. А. Бугаева и К. В. Костерина (мастерство и техника лаковой миниатюры). В 1966 году окончил школу со специальностью художника лаковой миниатюры, после чего стал работать на Холуйской художественной фабрике лаковой миниатюры. В том же году был призван в Советскую армию. Прослужив год в Красноярске, где был художником-оформителем, по состоянию здоровья переведён в Тирасполь (Молдавская ССР), а после демобилизации в 1968 году вернулся в Родники, устроившись художником кинотеатра «Родник».
Хотел продолжить дальнейшее обучение в Москве на художника по ткани, но затем под влиянием друга в 1969 году поступил на художественно-графический факультет Костромского государственного педагогического института имени Н. А. Некрасова. Учился у В. А. Кутилина, представителя классической школы советского изобразительного искусства, который вложил в Кульпина, по собственным словам, «те мировоззренческие и профессиональные основы, ту школу, тот фундамент, на котором в дальнейшем построилась вся моя творческая жизнь». Во время учёбы в 1971 году женился на студентке пятого курса Наталье Соловьёвой (р. 1947), а в 1972 году у них родилась дочь Ирина. Первая персональная выставка прошла в 1973 году в Костроме, для которой Кульпин представил серию пейзажей «По сусанинским местам». Одновременно подрабатывал созданием плакатов, оформлением стендов, росписями стен в общественных столовых, а в 1973—1974 годах был заведующим Никитинским клубом Костромского районного отдела культуры исполнительного комитета Костромского районного совета депутатов трудящихся.
В 1974 году окончил институт, защитив с оценкой «отлично» пейзаж «Осенние свадьбы» в качестве дипломной работы по живописи и получив специальность учителя рисования, черчения и труда. В том же году по направлению и по приглашению заведующего художественно-графического отделения Лениногорского педагогического училища Л. Д. Литвина вместе с женой и дочерью переехал в Татарскую АССР, в город Лениногорск. Преподавал такие специальные дисциплины, как рисунок, живопись, композиция, одновременно являлся председателем методической комиссии художественного отделения, классным руководителем 3—4-го курса, заведующим методической секции художественного отделения (1975—1978), а с 1979 года работал в училище по совместительству, параллельно активно занимаясь творчеством. Жена также работала художественным педагогом в Лениногорске, разработав авторскую программу по изучению народного искусства края, а дочь стала учителем музыки.
В 1979—1980 годах был главным художником отдела архитектуры Лениногорского городского совета. В этот период принимал участие в создании и реализации художественного оформления Лениногорска и его лесопарковой зоны. Так, в 1978 году на проспекте Шашина и улице Заварыкина появился комплекс в честь первостроителей города Лениногорска, также был создан «Детский городок» с декоративными скульптурами из дерева, посвящёнными сказочным персонажам (избушка Бабы-яги), и камня (голова Черномора и «Петухи», инкрустированные смальтой). В 1980—1983 годах являлся начальником Лениногорского художественного производственного участка Татарского творческого производственного комбината, но уволился по собственному желанию и затем там же был просто художником-прикладником, а в 1992—1996 годах вернулся к должности начальника участка.
В 1996—2006 годах работал художником оформительских работ 6-го разряда в цехе антикоррозионной защиты, цехе капитального ремонта зданий и сооружений на базе производственного обслуживания нефтегазодобывающего управления «Ямашнефть» акционерного общества «Татнефть». В 2003—2005 годах занимал пост главного художника Лениногорска. Под руководством Кульпина была разработана и реализована концепция проектов по художественному оформлению Лениногорска к его 50-летию, в частности, создана аллея Героев с бюстами работы скульптора В. И. Рогожина, реконструирована городская площадь и пешеходные проспекты «лениногорского Арбата», установлен ряд памятников, а частные магазины города были оформлены освещением, рекламами, цветами. После сокращения должности вернулся на работу в «Ямашнефть», а в 2006 году вышел на пенсию по возрасту с 44-летним трудовым стажем. В 2008 году оставил работу в училище, где прослужил 34 года, достигнув статуса преподавателя высшей квалификационной категории.
Член Союза художников СССР (с 1985 года), России и Татарстана, где также состоял в правлении. С 1974 года активно участвовал во всех республиканских, всероссийских, зональных, городских выставках, работал в домах творчества и на пленэрах. Персональные выставки проходили в Казани (1980, 1990, 1993, 1994, 1997, 2006, 2021), Лениногорске (1988, 1990, 1995, 1996, 2005, 2019), Альметьевске (1990, 1997, 2011, 2015), Бугульме (1990, 1997, 2008, 2013), Набережных Челнах (1998, 2012), Джалиле (1989, 2009), Сарманове (1986), Бавлах (1991), Свияжске (1992), Заинске (1998), Актюбе (2008). Работы Кульпина находятся в собраниях Государственного музея изобразительных искусств Республики Татарстан, Альметьевской картинной галереи, в частных коллекциях как в России, так и за рубежом. В 1996 году стал заслуженным деятелем искусств Республики Татарстан, а в 2013 году удостоен звания народного художника Республики Татарстан.
Олег Александрович Кульпин скончался 30 апреля 2022 года в Лениногорске в возрасте 76 лет. Был как чутким педагогом, так и талантливым художником, продолжал работать и в преклонном возрасте, считался одним из маститых живописцев республики, создав за творческую жизнь более полутора тысяч полотен.

## Очерк творчества
В начале творчества Кульпин отмечался как подающий надежды молодой художник, представитель нового промышленного города республики, ещё не достигший стабильного профессионального уровня, но уже выходящий на магистральную линию искусства Татарстана. Был одним из немногих в Лениногорске графиков и живописцев, развивая в этих областях традиции декоративного искусства красочной миниатюры. Первой большой работой Кульпина стала монументальная роспись двух стен в интерьере комнаты отдыха завода «Газспецмашремонт», выполненная по многослойному левкасу на ДСП. В центре композиции, созданной по мотивам сказок А. С. Пушкина, виден хоровод молодёжи на цветочной поляне на околице деревни с будто игрушечными домиками. Тёплый жёлтый колорит костюмов девушек перекликается с оранжевато-красными рубахами юношей, круговая композиция замыкается выполненным в золоте стилизованным цветочным орнаментом, а на боковых клеймах изображены ярко-красные жар-птицы, вылетающие из яблоневого сада. В такой же технике лаковой миниатюры Кульпин в дальнейшем создал ряд панно по мотивам пушкинских сказок, в том числе росписи в детской библиотеке Лениногорска.
Попытка соединить лаковую миниатюру с традициями и композиционными приёмами восточных мастеров, миниатюристов Ирана, Турции, Бирмы, вылилась у Кульпина в серию работ по сюжетам произведений татарского поэта Г. Тукая, созданных к 100-летию со дня его рождения. В таких панно, как «Песня Лейли», «Шурале», «Әкият», «Кичке уен» и ряде других, сюжет начинает развиваться справа и далее по зигзагообразной линии поднимается вверх. Особо выделяется композиция под названием «Сенной базар, или Новый Кисекбаш» (1984—1986), выполненная яичной темперой по доске. Художник отразил время создания поэтом своего произведения, дав динамичную и неординарную трактовку известного сюжета. Перед зрителем предстаёт архитектура Казани начала XX века, шумные базары, надписи на вывесках, представления на улицах. Центр первого плана занимает батыр с отрубленной головой, а сам Тукай наблюдает за происходящим на площади с балкона. Вдалеке разворачиваются исторические события, написанные более плоскостно со стилизацией под древнерусскую миниатюру — эпизод осады и завоевания Казани русскими войсками, царица Сююмбике на башне с простёртыми к небу руками, купцы, закапывающие золото на озере Кабан, — всё это обрамлено голубой лазурной аркой.
Как художник, профессионально состоявшийся в Лениногорске, на родине большой нефти Татарстана, в 1970-х годах вместе со С. П. Слесарским, В. В. Карамышевым, Ш. М. Шайдуллиным и другими художниками участвовал в работе творческой группы «Нефть» во главе с X. А. Якуповым. Кульпин стал автором ряда панорамных индустриальных пейзажей эпического характера, таких как «Нефтяной край», «На родине Газинура Гафиатуллина», «Бурение близ села Карабаш», активно выставлявшихся в молодых городах республики. Такие работы художника отражают динамику и романтический дух времени, на их переднем плане разворачивается производственная деятельность, композиция насыщена цветом, отличается чётко выраженными планами с присутствием стаффажа. Многие из этих полотен не сохранились, сгорев в 1991 году во время персональной выставки Кульпина в краеведческом музее Бавлов, в результате чего огнём была уничтожена 21 работа художника. Одним из последних произведений на нефтяную тему стало панно «Черное золото Татарстана» (2018), выполненное золотом по чёрному в технике лаковой миниатюры, изображён весь процесс промысла от добычи и транспортировки до разработки месторождения и использования нефти.
Много и плодотворно художник работал в жанрах пейзажа и натюрморта, в технике миниатюры и монументального полотна, всегда оставаясь приверженным живописи по складу своей личности и способу самовыражения. При этом Кульпин не писал портретов, в чём сказывается влияние русской миниатюры и иконописи, не предполагающей «портретности». Гораздо более важным для него являлся «портрет» природы, чем портрет человека, желание увидеть и запечатлеть особенности каждого дня, состояние каждого времени года. Ряд работ Кульпина отличают яркая цветовая гамма и декоративность, присущая народному искусству, но начиная с 1980-х годов всё большее влияние в его творчестве стало приобретать русское реалистическое искусство, сдержанный академический стиль, как, например, в картине «Окраина Лениногорска» (1980). Такие пейзажи, как «Утренняя электричка», «Первый день Рождества», «Озёрный край», «Тверские стога», «Осенний день. Кишарино» не выходят за реалистические рамки, тогда как работы «Вечерняя Казань», «Родные просторы», «Лесопарк», «Лениногорская ротонда», «Дорога в оздоровительный лагерь „Ландыш“» отличаются стилизацией классического пейзажа и соединением его с традициями народного творчества. Вместе с тем благодаря ритмической насыщенности и динамике пейзажи Кульпина схожи с искусством эпохи барокко, пространству как будто тесно на его полотнах, оно оценивается художником как активная вещь.
Важное место в творчестве Кульпина занимали древнерусские города — Торжок, Вышний Волочёк, Кострома, Валдай, Тверь, куда художник многократно ездил в разные времена года, а на тверской земле даже выкупил дом, в котором жил и работал. Лирические пейзажи «Иверский монастырь на Валдае», «Зимой в Ивери», «На Валдайской земле», «Вышний Волочёк», «Река Мета» (1990-е гг.) из этого цикла отличаются поэтичностью в отражении природы, тонкостью и глубокой эмоциональностью. В подобного рода работах Кульпин развёрстывает действие снизу вверх, давая первый план с высокой точки и позволяя зрителю прочувствовать весь масштаб пейзажа, ширь окружающего пространства. Такой принцип построения полотна является ведущим в серии пейзажей с часовнями, домиками, беседками. Художник вовлекает зрителя в картину и строит полотно «от земли», то показывая часть объекта, то вплотную к нему приближаясь, в результате чего композиция работы приобретает характер ступенчатого восхождения от плана к плану. Кульпин отмечал, что «если даже живешь вдали от того места, где ты родился, и у тебя здесь всё хорошо, Родина не отпускает», указывая, что древнерусские города и памятники архитектуры оставались одними из главных тем его творчества. Так, своеобразным продолжением этой линии является целый цикл живописных полотен, посвящённых Свияжску. Такие работы отличаются живым чувством истории, гордостью художника за мастеров-зодчих, пониманием церкви не только как архитектурного объекта, но также как символа слияния человека с природой и исторической памятью.
Значительное внимание художник уделял Лениногорску, который называл «татарской Швейцарией». Шугуровская дорога, окрестности города, его красивая природа, уходящие вдаль сопки с соснами, нефтяные вышки, бьющие из скал родники — всё это напоминало Кульпину западноевропейский ландшафт, создающий на его полотнах определённый ритм вертикалей и задающий доминанту в пространстве композиции. В пейзаже он старался передать изменение живописного тона, в чём следовал за другим лениногорским художником — М. Х. Хаертдиновым, тонким колористом, у которого ранее учился в его творческой мастерской. Кульпин полагал, что краски российской средней полосы отличаются от татарстанских: краски севера намного плотнее, юга — более цветонасыщенные, а в Татарстане — розовато высветленные и создающие более воздушную среду. Наиболее ярко особенность пейзажа Кульпина раскрыта в обобщённых картинах природы, как, например, на полотне «Весна в Лениногорске», где художник много раз повторяет силуэты деревьев, словно любуясь ими, создаёт красочную и многообразную, словно вибрирующую цветом миниатюру, доводя до зрителя таким образом на основе натурных наблюдений своё собственное видение окружающего. Кульпин умел чувствовать и убедительно передать на холсте состояние природы, очарование её неброских и будничных мотивов, стремясь говорить о вечном бытии и об изначальной сути прекрасного.
В натюрморте Кульпин следует старым мастерам русской школы, ему близок метод В. Ф. Стожжарова — «никогда не браться за кисть, пока не найдётся выразительное пластическое решение и эффектное освещение». Натюрморты художника представляют собой сложные смысловые композиции, он со скрупулёзной точностью долго искал сюжет и тщательно продумывал композицию, в эскизах выстраивал «драматургию» вещей, которую затем воплощал на окончательном полотне. Кульпин ассоциативно выражал течение жизни одного человека посредством персонификации предметов, повествующих как о прошлом, так и о настоящем их обладателей. В таких работах, как «Деревенский натюрморт» (1981) или «Воспоминания об Ахмед-бабае» (1989), вещи объединяются в один узор, в одну декоративную композицию, в последнем случае — в цветочный орнамент, восходящий к татарскому народному творчеству. В своей мастерской Кульпин имел несколько сундуков с разными вещами, привезёнными из разных мест, в том числе из Родников, — это туески, корзины, всевозможные кувшины, весы, ключи, лампы, чайники, сумочки, шкатулки, бусы, платки, которые время от времени становились объектами работ художника. Таким композициям присущи сочность, свежесть и многозвучие красок, живописными средствами Кульпин передавал красоту и пластичность зачастую обыденных вещей, предметов деревенского быта, фруктов и овощей, как в серии натюрмортов «Бабушкины хлопоты» (1990-е гг.) — «В гости к внуку», «Осеннее изобилие», «Дары осени», «Букет моей бабушке», «Сирень». Переосмысляя эти предметы, художник в довольно незамысловатых натюрмортах рассказывал о вкусах, привязанностях, увлечениях людей, придавая значительность человеческой жизни и переосмысляя Протагора, проводил мысль о том, что вещь — мера всего человеческого.
В последние годы Кульпин живо интересовался культурами народов, проживающих в Татарстане, результатом чего стала многофигурная композиция «Праздники народов Татарстана» (2007), выполненная яичной темперой по левкасу на ДСП. Здесь художник отразил сюжеты традиционных национальных праздников — мусульманских Навруза и Курбан-байрама, христианских Крещения и Троицы, Масленицы и мордовской свадьбы, тогда как в центре изобразил сцену из татарского Сабантуя в качестве символа духовного единения на фоне символически решённой архитектуры и исторических памятников древних городов Татарстана: Казани и Елабуги, Болгара и Свияжска, Лениногорска и Альметьевска. Такой же грандиозностью праздничного действа отличается и панно «Спасская ярмарка в Елабуге» (2011), посвящённая традиционным народным промыслам. Таким образом Кульпин пытался донести до зрителя то, что народные праздники, уходящие своими корнями в глубокую древность, связывают прошлое с настоящим.
Много всяких направлений, тенденций, всевозможных -измов, которые и мы проходили, но реализм остаётся. Природу нельзя искажать, она требует искренности от мастера. Я всегда говорю: выходишь из дома — посмотри на небо, чтобы ты понимал ощущение дня. Ты должен жить в связи с миром. При этом рисовать с натуры — это не значит копировать или рисовать с фотографии. Художник всё переосмысливает, пропускает через себя. Мы все разные. Есть художники-натуралисты. Но это не тот путь. Представьте, я бы стоял и вырисовывал травинки. Нет, я создаю образ. Мой знакомый большой художник говорит: «Я пишу праздник». Эта работа дорогого стоит. Бывает, настроения нет, и проходишь мимо, и не пишешь. Если тебя ничего не задело, лучше не работать. Искусство индивидуально. Я могу в компании рисовать, писать, но всё равно мне лучше, когда работаю один. Поэтому берешь этюдник — и вперёд!Олег Кульпин, 2019 год.

## Награды
- Премия[тат.] имени Шамиля Бикчурина (1998 год) — за плодотворную творческую деятельность и активное участие в подготовке проведения 50-летия Ромашкинского месторождения нефти[17].
- Почётное звание «Народный художник Республики Татарстан» (2013 год) — за многолетнюю творческую деятельность, большой вклад в развитие изобразительного искусства[56]. Вручено в 2014 году заместителем премьер-министра Республики Татарстан[тат.] Ю. З. Камалтыновым[тат.] на сессии Совета Лениногорского муниципального района во Дворце культуры Лениногорска[57].
- Почётное звание «Заслуженный деятель искусств Республики Татарстан» (1996 год)[1].
- Нагрудный знак министерства культуры Республики Татарстан «За достижения в культуре» (2006 год)[17].
- Почётная грамота Татарского областного комитета ВЛКСМ (1976, 1981 гг.), правления Союза художников РСФСР (1981, 1993 гг.)[2].
- Серебряная медаль Союза художников России «Духовность, традиции, мастерство» (2013 год)[17].